# Deutschlandklasse

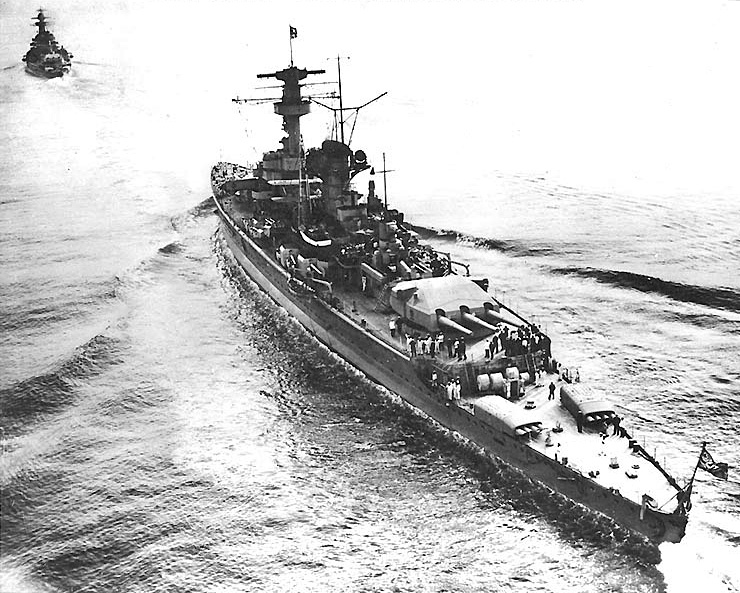
De Deutschland

De Deutschlandklasse was een reeks van drie pantserschepen (Panzerschiffe) van de Kriegsmarine. De klasse is vernoemd naar het eerste schip ervan, de Deutschland. Alle drie schepen werden te water gelaten tussen 1931 en 1934, en kwamen in actie tijdens de Spaanse Burgeroorlog en de Tweede Wereldoorlog.
De Britten classificeerden de schepen als vestzakslagschepen (pocket battleship), een benaming die voor het eerst was gebruikt door een Britse journalist en daarna snel gemeengoed was geworden. Ze werden zo genoemd omdat ze een grote vuurkracht hadden ten opzichte van hun relatief kleine afmetingen. Ze waren kleiner dan slagschepen en slagkruisers, en hoewel ze hetzelfde tonnage hadden als zware kruisers, hadden ze grotere kalibers kanonnen dan de zware kruisers van andere marines. De schepen werden door de Kriegsmarine eerst geclassificeerd als Panzerschiffe, maar dit werd herzien in 1940, toen ze gereclassificeerd werden als Schwere Kreuzer (zware kruisers).

## Beschrijving
De Vrede van Versailles had aan Duitsland de beperking opgelegd dat het geen gepantserde schepen mocht bouwen met een waterverplaatsing groter dan 10.000 ton. De bedoeling was om de Duitse marine te beperken tot kustverdedigingsschepen, die overklast werden door de marines van het Verenigd Koninkrijk, Frankrijk en de Verenigde Staten.
Enkele technische nieuwigheden werden gebruikt om een zo goed mogelijk schip binnen de beperkingen van het verdrag te ontwikkelen, zoals het lassen van rompcomponenten in plaats van het gebruik van klinknagels, twee drieling- in plaats van drie tweelingtorens voor het geschut, en dieselmotoren voor de aandrijving. Het gebruik van dieselmotoren voor de voortstuwing leverde geen gewichtsvoordeel op. Wel namen ze minder ruimte in dan stoomturbines, hadden ze minder bemanning nodig en maakten ze een grote actieradius mogelijk. Toch waren alle schepen van de klasse over de 10.000 ton-limiet gebouwd (de Deutschland mat 10.600 ton, de Graf Spee en de Admiral Scheer 12.100 ton), maar ze waren officieel als 10.000 ton aangekondigd.
De limiet van 10.000 ton gold ook voor de kruisers van partijen die gebonden waren aan het Verdrag van Washington van 1922. Deze kruisers mochten echter bewapend worden met kanonnen van maximaal 8 inch (203 mm). Duitsland had dat verdrag echter niet ondertekend en was dus ook niet gehouden aan die beperking voor het geschut. De vestzakslagschepen hadden zes kanonnen van 28 cm in twee drielingtorens. Theoretisch konden ze het dus opnemen tegen elke kruiser die ze zouden tegengekomen, maar ze waren ook sneller dan de meeste toenmalige slagschepen.
Dit ontwerp leidde ertoe dat de Royal Navy drie slagkruisers moderniseerde zodat deze de Deutschland-schepen konden vernietigen (de HMS Renown, de HMS Hood, en de HMS Repulse). Deze schepen waren even snel als die van de Deutschlandklasse, en waren beter gepantserd en bewapend. De Fransen ontwierpen de Dunkerqueklasse, die ook de Deutschlandschepen aankon.
De Duitsers hoopten op een tijdelijk voordeel, maar de schepen van de Deutschlandklasse hadden een maximumsnelheid van 28,5 knopen, wat als traag beschouwd werd aan het begin van de Tweede Wereldoorlog, slechts acht jaar na de tewaterlating van het eerste schip. Ook de bepantsering was een zwak punt, zoals bleek in de zeeslag bij de Río de la Plata, waar de Admiral Graf Spee forse schade opliep in een gevecht met drie lichter bewapende Engelse kruisers.
De Kriegsmarine was zich bewust van de beperkingen van de schepen, en had de intentie om de Deutschlandschepen te gebruiken voor overvallen op handelsschepen op de oceanen. In de eerste jaren van de oorlog, voor de geallieerden luchtdekking hadden boven de hele Atlantische Oceaan en beschikten over radarsystemen, waren de Duitse schepen moeilijk te vatten. De schepen van de Deutschlandklasse konden elk gevecht vermijden dat te grote risico's inhield, en ze hadden inderdaad de bevelen om geen vijandelijke schepen aan te vallen, tenzij zij veel sterker waren dan hen.

## Schepen van de klasse
Hoewel de drie schepen tot dezelfde klasse beschouwd worden, zijn er behoorlijke verschillen tussen, met de Admiral Graf Spee de meest geavanceerde en zwaarste.

### Deutschland/Lützow
De Deutschland was het eerste schip van de klasse. De Deutschland werd later hernoemd naar Lützow, vanwege de connotatie van de naam Deutschland met Duitsland in geval het zou zinken. Het schip bleef relatief dicht bij de thuishavens gedurende de hele oorlog, en zag actie in de Oostzee, waar het Duitse troepen ondersteunde. De Deutschland overleefde tot de laatste oorlogsweken.

### Admiral Scheer

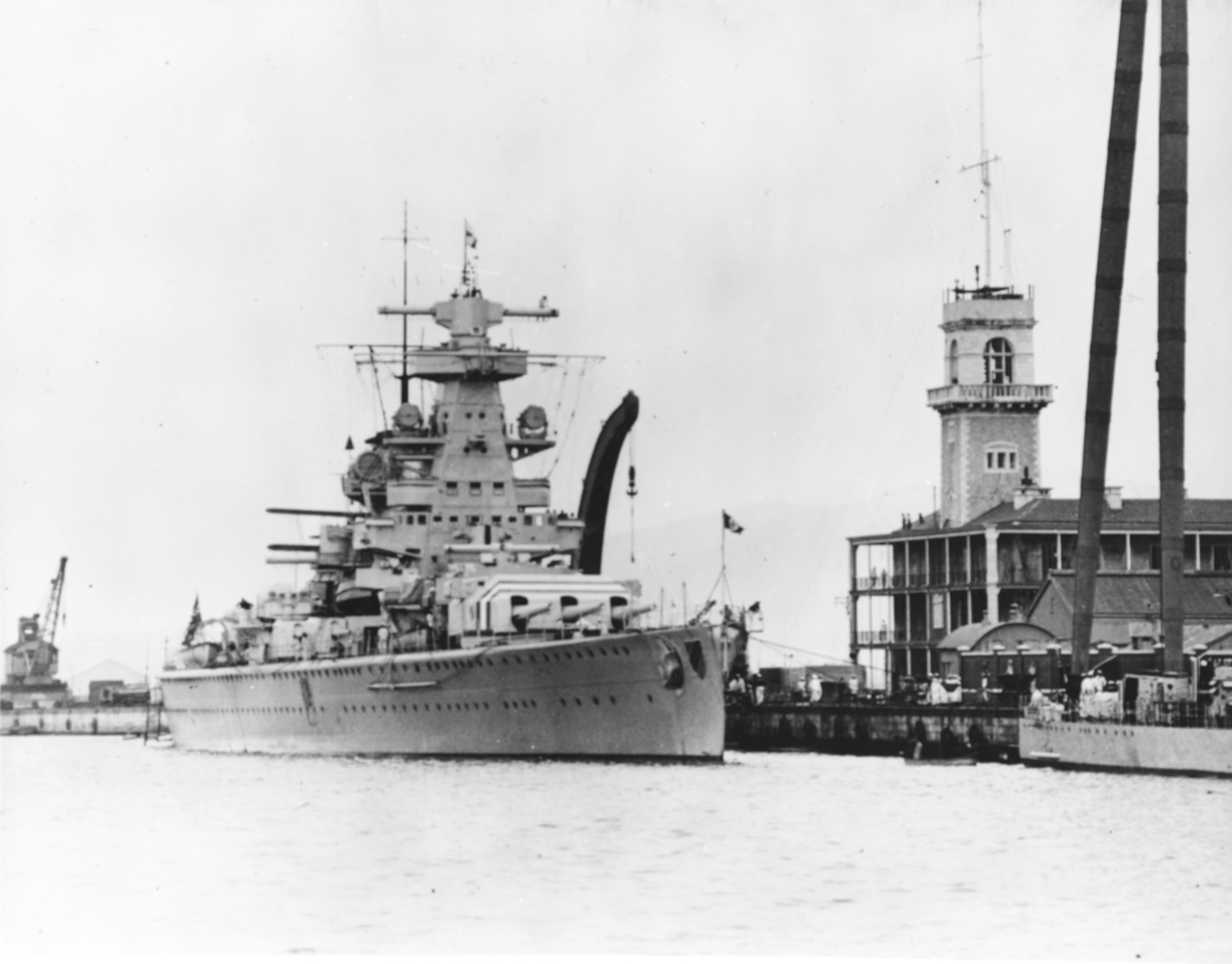
De Admiral Scheer in Gibraltar, ca. 1936

De Admiral Scheer was het succesvolste schip van de klasse. De Admiral Scheer voerde verscheidene missies uit in de Atlantische Oceaan, tot zelfs in de Indische Oceaan. Het voerde onder andere een aanval uit op konvooi HX84, waarbij verscheidene vrachtschepen tot zinken werden gebracht. In 1945 werd het door de Royal Air Force gebombardeerd in de haven van Kiel, waarbij het kapseisde en zonk.

### Admiral Graf Spee
De Admiral Graf Spee bracht negen Britse koopvaardijschepen tot zinken (voor een totaal van 50.089 ton) voordat het ingesloten werd door drie Britse kruisers in december 1939. In de daaropvolgende zeeslag beschadigde de Graf Spee de Britse zware kruiser HMS Exeter zodanig dat deze zich moest terugtrekken. Maar de Graf Spee had ook schade opgelopen, en trok zich terug naar Montevideo, waar het op 17 december 1939 door zijn bemanning tot zinken werd gebracht. Kapitein Hans Langsdorff pleegde drie dagen later zelfmoord.